# Plaidoyer pour l'Europe décadente
 (décembre 2018).
Plaidoyer pour l'Europe décadente est un livre du sociologue français Raymond Aron paru en 1977.
L'auteur livre son analyse concernant la comparaison entre les pays sous régime communiste et ceux sous régime capitaliste.

## Résumé de l'ouvrage
Aron commence par considérer l'application de la doctrine du marxisme dans le bloc soviétique : si l'idéologie est omniprésente dans le fonctionnement de l'URSS, elle devient surtout prétexte au maintien de l'ordre établi. Car dans les pays dits socialistes, l'évolution est lente, et ne se fait pas vraiment dans le sens de davantage de liberté pour les citoyens. En fait, les libertés publiques y sont extrêmement faibles : il est hors de question là-bas de remettre en cause le régime, et même si les excès du stalinisme ne sont plus tous de mise, il est attendu de chacun qu'il respecte la ligne du Parti communiste.
En parallèle, l'Europe de l'Ouest semble traverser une crise morale car elle doute d'elle-même depuis qu'elle redécouvre la crise économique (choc pétrolier de 1974).
Dans une deuxième partie, Raymond Aron dresse un bilan révélateur des développements économiques des régimes capitalistes et communistes qui, à partir de données précises, devient à charge pour ces derniers.
D'abord, le plan soviétique commet une faute énorme en se concentrant de façon structurelle sur l'industrie lourde, qui a des retombées en matière de production d'équipements militaires, mais pas en matière de produits de grande consommation : les citoyens soviétiques sont donc privés de biens qui sont courants à l'Ouest, comme des voitures ou de l'électroménager, car ces biens sont sacrifiés au colossal effort d'armement que réalise l'URSS dans le cadre de son face-à-face avec les États-Unis.
Raymond Aron voit surtout dans la faible productivité des pays communistes un handicap énorme dans leur compétition avec les régimes capitalistes : l'absence de motivation par l'intérêt particulier devient un manque aux conséquences lourdes. Il n'en reconnaît pas moins la hausse régulière du niveau de vie, de la consommation alimentaire en URSS de 1950 à 1970, les faibles disparités sociales et régionales.  
Alors que les libertés politiques sont quotidiennement bafouées à l'est du Rideau de fer, l'Europe occidentale apparaît comme bien plus forte. Pourtant, Raymond Aron la voit entre deux menaces : d'une part l'Armée rouge (dans la mesure où l'Europe est toujours tributaire des États-Unis pour sa défense) et la montée des votes communistes en France et en Italie ; d'autre part, cette Europe manque de confiance en elle-même, elle semble décadente aux yeux de certains, dans la mesure où l'ampleur des libertés qu'elle accorde à ses citoyens peut la rendre plus fragile face aux chocs extérieurs (exemple : la France est sous le coup du vent libertaire que mai 68 a fait souffler) : Raymond Aron met en avant cette peur pour mieux la dénoncer.

## Réception
Le livre, avec sa première partie consacrée au débat idéologique, et ses seconde et troisième parties consacrées à des analyses économiques et sociales, surprend en Angleterre et aux Etats-Unis. Il rencontre l'intérêt d'un journal anglais, The Encounter, qui en publie plusieurs bonnes feuilles en 1977 ; il parait en traduction intégrale en 1996.